# Finn férfi kézilabda-bajnokság (első osztály)
Az SM-Liiga a legmagasabb osztályú finn férfi kézilabda-bajnokság. A bajnokságot 1944 óta rendezik meg. Jelenleg hét csapat játszik a bajnokságban, a legeredményesebb klub a BK-46 Karis, a címvédő a Cocks Riihimäki.

## Nagypályás bajnokságok
| Év   | 1. hely       | 2. hely          | 3. hely         |
| ---- | ------------- | ---------------- | --------------- |
| 1954 | KaPo Helsinki | BK-46 Karis      |                 |
| 1955 | KaPo Helsinki | Arsenal Helsinki |                 |
| 1956 | KaPo Helsinki | BK-46 Karis      |                 |
| 1957 | BK-46 Karis   | KaPo Helsinki    | Haukat Helsinki |
| 1958 | BK-46 Karis   | Haukat Helsinki  |                 |
| 1959 | BK-46 Karis   | KaPo Helsinki    |                 |

## Kispályás bajnokságok
| Év   | 1. hely                                           | 2. hely                                           | 3. hely                                           |
| ---- | ------------------------------------------------- | ------------------------------------------------- | ------------------------------------------------- |
| 1944 | TPS Turku                                         | HJK Helsinki                                      | Ilves Helsinki                                    |
| 1945 | IFK Helsinki                                      | Union Helsinki                                    | HJK Helsinki                                      |
| 1946 | Union Helsinki                                    | KaPo Helsinki                                     | HJK Helsinki                                      |
| 1947 | –                                                 |                                                   |                                                   |
| 1948 | –                                                 |                                                   |                                                   |
| 1949 | –                                                 |                                                   |                                                   |
| 1950 | Union Helsinki                                    | IFK Helsinki                                      | KaPo Helsinki                                     |
| 1951 | IFK Helsinki                                      | TuTo Turku                                        |                                                   |
| 1952 | KaPo Helsinki                                     | Union Helsinki                                    | TuTo Turku                                        |
| 1953 | Union Helsinki                                    | KaPo Helsinki                                     | IFK Helsinki                                      |
| 1954 | KaPo Helsinki                                     | Ilves Tampere                                     | Arsenal Helsinki                                  |
| 1955 | Union Helsinki                                    | Arsenal Helsinki                                  | TuTo Turku                                        |
| 1956 | KaPo Helsinki                                     | Union Helsinki                                    | Arsenal Helsinki                                  |
| 1957 | Union Helsinki                                    | TuTo Turku                                        | IFK Helsinki                                      |
| 1958 | Union Helsinki                                    | TuTo Turku                                        | Arsenal Helsinki                                  |
| 1959 | Union Helsinki                                    | IFK Helsinki                                      | Haukat Helsinki                                   |
| 1960 | Union Helsinki                                    | Arsenal Helsinki                                  | KaPo Helsinki                                     |
| 1961 | Arsenal Helsinki                                  | Union Helsinki                                    | Haukat Helsinki                                   |
| 1962 | Arsenal Helsinki                                  | Haukat Helsinki                                   | Union Helsinki                                    |
| 1963 | Arsenal Helsinki                                  | UK-51 Helsinki                                    | Union Helsinki                                    |
| 1964 | Union Helsinki                                    | Arsenal Helsinki                                  | UK-51 Helsinki                                    |
| 1965 | IFK Helsinki                                      | Arsenal Helsinki                                  | UK-51 Helsinki                                    |
| 1966 | IFK Helsinki                                      | Arsenal Helsinki                                  | BK-46 Karis                                       |
| 1967 | UK-51 Helsinki                                    | IFK Helsinki                                      | Arsenal Helsinki                                  |
| 1968 | BK-46 Karis                                       | UK-51 Helsinki                                    | Arsenal Helsinki                                  |
| 1969 | UK-51 Helsinki                                    | IFK Helsinki                                      | Arsenal Helsinki                                  |
| 1970 | UK-51 Helsinki                                    | IFK Helsinki                                      | Arsenal Helsinki                                  |
| 1971 | UK-51 Helsinki                                    | IFK Helsinki                                      | Arsenal Helsinki                                  |
| 1972 | IFK Helsinki                                      | Kronohagens IF                                    | BK-46 Karis                                       |
| 1973 | IFK Helsinki                                      | Kronohagens IF                                    | Sparta Helsinki                                   |
| 1974 | IFK Helsinki                                      | Sparta Helsinki                                   | Kronohagens IF                                    |
| 1975 | Sparta Helsinki                                   | IFK Helsinki                                      | Kronohagens IF                                    |
| 1976 | Sparta Helsinki                                   | IFK Helsinki                                      | Kronohagens IF                                    |
| 1977 | Sparta Helsinki                                   | Kronohagens IF                                    | IFK Helsinki                                      |
| 1978 | Kronohagens IF                                    | Cocks Riihimäki                                   | Sparta Helsinki                                   |
| 1979 | BK-46 Karis                                       | Cocks Riihimäki                                   | Kronohagens IF                                    |
| 1980 | BK-46 Karis                                       | Sjundeå IF                                        | Drumsö IK                                         |
| 1981 | Sjundeå IF                                        | Kronohagens IF                                    | IFK Helsinki                                      |
| 1982 | Sjundeå IF                                        | Kronohagens IF                                    | Pargas IF                                         |
| 1983 | BK-46 Karis                                       | Sjundeå IF                                        | Pargas IF                                         |
| 1984 | BK-46 Karis                                       | Sjundeå IF                                        | IFK Helsinki                                      |
| 1985 | BK-46 Karis                                       | Sjundeå IF                                        | Atlas Vantaa                                      |
| 1986 | BK-46 Karis                                       | Sjundeå IF                                        | Pargas IF                                         |
| 1987 | BK-46 Karis                                       | IFK Helsinki                                      | Pargas IF                                         |
| 1988 | BK-46 Karis                                       | IFK Helsinki                                      | Sjundeå IF                                        |
| 1989 | BK-46 Karis                                       | IFK Helsinki                                      | Kronohagens IF                                    |
| 1990 | Sjundeå IF                                        | BK-46 Karis                                       | Pargas IF                                         |
| 1991 | BK-46 Karis                                       | Sjundeå IF                                        | Sparta Helsinki                                   |
| 1992 | BK-46 Karis                                       | IFK Grankulla                                     | Sjundeå IF                                        |
| 1993 | Drumsö IK                                         | BK-46 Karis                                       | IFK Grankulla                                     |
| 1994 | BK-46 Karis                                       | Drumsö IK                                         | IFK Grankulla                                     |
| 1995 | BK-46 Karis                                       | Drumsö IK                                         | IFK Grankulla                                     |
| 1996 | BK-46 Karis                                       | IFK Grankulla                                     | Drumsö IK                                         |
| 1997 | BK-46 Karis                                       | Drumsö IK                                         | IFK Grankulla                                     |
| 1998 | BK-46 Karis                                       | IFK Grankulla                                     | Cocks Riihimäki                                   |
| 1999 | IFK Grankulla                                     | BK-46 Karis                                       | Dennis Turku                                      |
| 2000 | Dennis Turku                                      | IFK Grankulla                                     | Cocks Riihimäki                                   |
| 2001 | Dennis Turku                                      | BK-46 Karis                                       | Drumsö IK                                         |
| 2002 | BK-46 Karis                                       | Dennis Turku                                      | Sjundeå IF                                        |
| 2003 | BK-46 Karis                                       | Dennis Turku                                      | Sjundeå IF                                        |
| 2004 | Dennis Turku                                      | BK-46 Karis                                       | West Grankulla                                    |
| 2005 | Sjundeå IF                                        | Cocks Riihimäki                                   | Dennis Turku                                      |
| 2006 | BK-46 Karis                                       | Sjundeå IF                                        | Cocks Riihimäki                                   |
| 2007 | Cocks Riihimäki                                   | Fenix Turku                                       | BK-46 Karis                                       |
| 2008 | Cocks Riihimäki                                   | West Grankulla                                    | Sjundeå IF                                        |
| 2009 | Cocks Riihimäki                                   | West Grankulla                                    | Sjundeå IF                                        |
| 2010 | Cocks Riihimäki                                   | West Grankulla                                    | Atlas Vantaa                                      |
| 2011 | West Grankulla                                    | Cocks Riihimäki                                   | Sjundeå IF                                        |
| 2012 | West Grankulla                                    | Atlas Vantaa                                      | Cocks Riihimäki                                   |
| 2013 | Cocks Riihimäki                                   | Drumsö IK                                         | West Grankulla                                    |
| 2014 | Cocks Riihimäki                                   | Drumsö IK                                         | Sjundeå IF                                        |
| 2015 | Cocks Riihimäki                                   | Drumsö IK                                         | West Grankulla                                    |
| 2016 | Cocks Riihimäki                                   | West Grankulla                                    | Drumsö IK                                         |
| 2017 | Cocks Riihimäki                                   | BK-46 Karis                                       | IFK Grankulla                                     |
| 2018 | Cocks Riihimäki                                   | Drumsö IK                                         | BK-46 Karis                                       |
| 2019 | Cocks Riihimäki                                   | Drumsö IK                                         | Sjundeå IF                                        |
| 2020 | A koronavírus-járvány miatt nem avattak bajnokot. | A koronavírus-járvány miatt nem avattak bajnokot. | A koronavírus-járvány miatt nem avattak bajnokot. |
| 2021 | Cocks Riihimäki                                   | Drumsö IK                                         | BK-46 Karis                                       |
| 2022 | BK-46 Karis                                       | Drumsö IK                                         | Cocks Riihimäki                                   |
| 2023 | BK-46 Karis                                       | Cocks Riihimäki                                   | IFK Grankulla                                     |
| 2024 | BK-46 Karis                                       | Cocks Riihimäki                                   | Drumsö IK                                         |
| 2025 | Cocks Riihimäki                                   | BK-46 Karis                                       | IFK Grankulla                                     |

## Lásd még
- Finn női kézilabda-bajnokság (első osztály)